# RSX Reality Synthesizer
La GPU RSX Reality Synthesizer è un chip grafico progettato da NVIDIA in collaborazione con Sony per la console PlayStation 3. Il core grafico è una versione modificata appositamente per la PlayStation 3 dalla serie Geforce 7800.

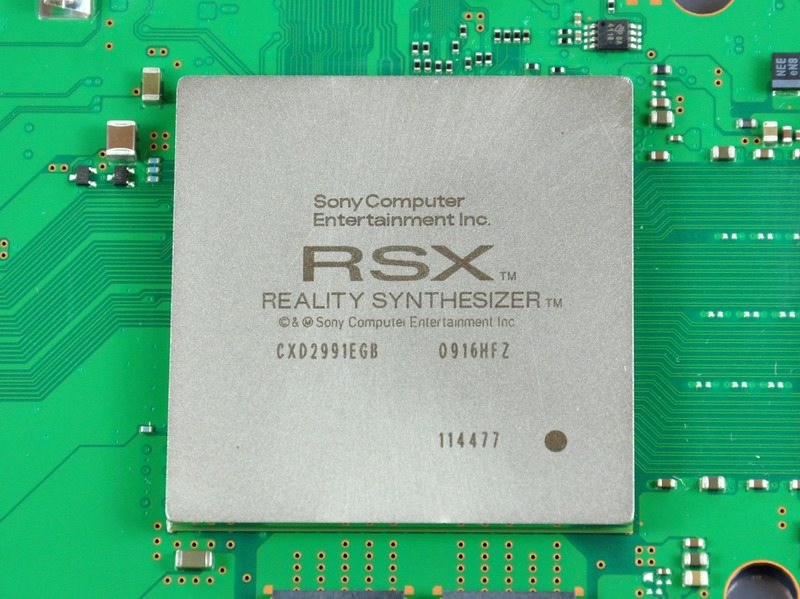
Chip Reality Synthesizer.

## Dettagli Tecnici
- 300 Milioni di transistor
- Frequenza di funzionamento a 550 MHz/136 operazioni per ciclo
- Pixel Shader Model 3.0
- Rendering grafico di picco pari a minimo 1 miliardo di vertici al secondo (275 milioni di triangoli)
- Ombreggiatura a 32 Shaders di tipo non-unificato[2]/ 24 samples per clock
- 37[3] operazioni pipeline in virgola mobile per clock
- 7[4] operazioni ALU pipeline per clock
- Fillrate in pixel da 8.8 gigasample al secondo con MSAA 4x
- Fillrate in texel da 13.2 gigatexel al secondo
- 74.8 miliardi di operazioni shader al secondo (24 Pipeline Pixel Shader*5 ALU*550 MHz) + (8 Pipeline Vertex Shader*2 ALU*550 MHz)
- 56 miliardi di operazioni in prodotto scalare
- 256MB GDDR3 VRAM @700 MHz con larghezza di banda 22.4GB/s
- Precisione HDR a 128 bit, per elaborare effetti luminosi dinamici nettamente superiori
- 8 Render Output Units
- Operazioni in virgola mobile: 228.8 GFLOPS[5]
- Risoluzioni:
 - Standard resolution 480p (NTSC) - 576i (PAL/SÉCAM)
 - High resolution 720p - 1080i - 1080p